# Crise de Identidade
Crise de Identidade (Identity Crisis, no original em inglês) é uma minissérie de história em quadrinhos publicada em sete edições originalmente pela DC Comics, de junho a dezembro de 2004 nos Estados Unidos. Escrita por Brad Meltzer, desenhada por Rags Morales com arte-final de Michael Bair e colorida por Alex Sinclair, foi um dos títulos de maior vendagem da editora na época, sempre aparecendo entre os dez títulos mais vendidos.
A série atraiu enorme controvérsia ao inserir retcons (novas informações no passado dos personagens) que mudavam vários aspectos da história da DC na Era de Prata dos Quadrinhos.
Enquanto alguns a consideram uma série sensacionalista, que apenas tentou adicionar modernidade e dramaticidade a personagens antiquados, muitos a consideram uma obra-prima da história dos quadrinhos que mostra o quão atuais os super-heróis da DC podem e devem ser.
No Brasil, foi publicada em sete edições pela Panini Comics, e posteriormente em dois encadernados coletando toda a minissérie original.

## Publicação

### Nos Estados Unidos
Uma das séries de maior vendagem da DC, a primeira edição foi lançada em junho de 2004 e ficou no topo das vendas de gibis desse período com pré-vendas na ordem de 163.111. A segunda edição teve uma leve queda e ficou em terceiro lugar nas vendas de gibis em julho de 2004, com pré-vendas na ordem de 129.852. A história segue às mudanças de continuidade introduzidas pela Crise nas Infinitas Terras (Crisis on Infinite Earths), como é o caso da Mulher-Maravilha que foi reintroduzida e eliminada dos eventos Pré-Crise da LJA. Em todas as referências futuras às aventuras Pré-Crise da LJA, incluindo suas origens e o incidente com a Sociedade Secreta, Mulher-Maravilha é substituída pela Canário Negro. Após "Crise Infinita" ("Infinite Crisis"), no entanto, a Mulher-Maravilha é restituída como membro fundador.
Um dos principais tópicos do enredo, — o colapso dos relacionamentos na Liga da Justiça da América — é analisado no arco "Crise de Consciência" em JLA #115–119 (agosto–dezembro de 2005). A minissérie é continuada no crossover Crise Infinita.

#### Coletâneas
A DC Comics reimprimiu a minissérie Identity Crisis em abril de 2005 com capas recoloridas. Um encadernado capa dura (ISBN 1-4012-0688-3) foi impresso em setembro de 2005, com extras, incluindo comentários da equipe criativa; e esboços de Morales.
Um encadernado capa cartão (ISBN 1-4012-0458-9) foi lançado em 16 de agosto de 2006. A coletânea ficou em terceiro lugar no top 100 dos graphic novels do período de agosto de 2006 com pré-venda na ordem de 7.746.
Uma edição Absolute Edition de Identity Crisis foi lançada em 12 de outubro de 2011.

### No Brasil
Em português, a minissérie foi publicada no Brasil pela editora Panini Comics em sete edições de setembro de 2005 a março de 2006 na revista Crise de Identidade.[carece de fontes?] A história também foi compilada em dois encadernados pela mesma editora, um capa cartonada e outro capa dura, ambos lançados em setembro de 2007.

## História
A história começa com o Homem Elástico (Ralph Dibny) de tocaia, enquanto um vilão chamado Bolt é baleado e ferido por criminosos, enquanto isso, o universo DC é abalado pelo assassinato de Sue Dibny, esposa do Homem Elástico em seu apartamento, supostamente morta por envenenamento por dióxido de carbono, provocado por queimaduras de terceiro grau. A comunidade de super-heróis da DC reúne-se para encontrar o assassino, sendo o vilão Doutor Luz o principal suspeito. Homem Elástico, juntamente com Arqueiro Verde, Canário Negro, Zatanna e Gavião Negro iniciam uma caçada obsessiva ao Doutor Luz. Arqueiro Verde revela ao Flash (Wally West) e Lanterna Verde (Kyle Rayner) que Luz tinha estuprado Sue Dibny no satélite Q.G. da LJA. Ralph Dibny acaba lhes revelando o que sabia: certa vez, quando a Liga estava em missão, o Dr. Luz apareceu no Q.G. da equipe (que na época era um satélite) para recuperar sua arma, que estava em posse dos heróis. Ao encontrar Sue sozinha no Q.G., ele acaba por violentá-la. O que Ralph não sabia era o que acontecera logo após o espancamento e captura do vilão pela Liga. Enquanto ele estava com a esposa no hospital, os demais perceberam que o Doutor Luz ainda era uma ameaça para Sue e tomaram a difícil decisão de lobotomizá-lo. Para garantir que isso não acontecesse novamente, os membros da Liga na época — Eléktron (Ray Palmer), Arqueiro Verde (Oliver Queen), Canário Negro, Gavião Negro, Lanterna Verde (Hal Jordan), e Flash (Barry Allen) — votaram para que a feiticeira Zatanna limpasse a mente do vilão e alterasse sua personalidade. O Dr. Luz teria sido o caso mais extremo pois Zatanna lhe aplicara uma espécie de lobotomia mágica que mudou-lhe a personalidade, tornando-o um criminoso idiota. A partir daí, há uma grande discussão sobre ética super-heroica e até onde é preciso ir para proteger aqueles que se ama e qual o verdadeiro peso de se usar uma máscara.
Durante anos esse grupo de heróis vinha secretamente apagando as memórias dos malfeitores que porventura descobrissem as identidades secretas deles. É mencionado o caso em que a Sociedade Secreta dos Supervilões (composta do Mago, Homem Florônico, Safira Estrela (Deborah Camille Darnell), Flash Reverso e Arrasa-Quarteirão) capturaram membros da Liga (Superman, Batman, Flash, Lanterna Verde (Hal Jordan), Zatanna e Canário Negro (que após Crise nas Terras Infinitas apareceu no lugar da Mulher Maravilha) e trocaram de corpos com os heróis, o que obviamente fizera com que descobrissem as identidades secretas dos mesmos. Nas histórias normais isso não trouxe consequências mas com o "retcon", foi revelado que suas mentes foram apagadas por Zatanna.
Os heróis localizam Luz, que contratou o Exterminador para defendê-lo. Durante a batalha entre o Exterminador e a LJA, Luz recupera sua memória e, enfurecido pela violação, usa seus poderes anteriormente esquecidos para escapar. Embora questionado pelo Super-Homem, Wally West continua a proteger os heróis e seu segredo. Em Ivy Town, Eléktron encontra sua ex-esposa, Jean Loring, pendurada na porta, com os olhos vendados e amordaçada, e a reanima à tempo, só que, ela não consegue descrever seu agressor. Uma ameaça de morte é enviada para a esposa do Super-Homem, Lois Lane. O vilão da Galeria do Flash, Capitão Bumerangue (Digger Harkness) é contratado pelo Calculador (em nome de verdadeiro assassino) para assassinar Jack Drake, pai do Robin, Tim Drake. Antes de ser assassinado, Jack encontra uma arma e uma nota avisando-o de uma iminente atentando a sua vida enviada por um anônimo, e ele usa essa arma para dar um tiro mortal contra o Bumerangue, que é sucedido pelo seu recém-descoberto filho, Owen Mercer. Tim Drake chega depois e é confortado por Batman, que confisca a nota recebida por Jack, antes que as autoridades ou da mídia saberem de sua existência.
À medida que a investigação prossegue, o ex-membro da Liga, Nuclear (Ronnie Raymond) é apunhalado pelo Ladrão das Sombras, que utiliza a espada do Cavaleiro Brilhante, que atravessa e rasga sua pele. Os poderes nucleares do Ronnie atingem a massa crítica e ele explode na atmosfera.
Durante o desenrolar da história revela-se que não apenas vilões tiveram a mente afetada pelos heróis: o Arqueiro Verde revela a Wally West, depois de ser questionado sobre o que ocorreu no satélite da LJA depois da lutra contra o Dr. Luz, que o Batman voltara ao satélite após o incidente e presenciou a operação no vilão, se opondo violentamente contra isso. Ele foi subjugado e, temendo que revelasse o segredo a outros heróis, como o Super-Homem, decidiram, após apertada votação, apagar aquele momento da sua mente.
Seguindo com a investigação, Batman usando suas habilidades de detetive encontra o esconderijo do Calculador, mas o vilão já o tinha abandonado. A autópsia do corpo de Sue Dibny feita pelo Doutor Meia-Noite e Senhor Incrível, membros da Sociedade da Justiça, revela que Dibny foi morta por um infarto cerebral. Uma varredura microscópica do cérebro de Dibny revela surpreendentemente duas pequenas pegadas como uma pista para a causa do infarto.
O Doutor Meia-Noite e o Senhor Incrível percebem, assim como o Batman no decorrer se sua própria investigação, que Dibny foi assassinada por alguém com acesso à tecnologia do Eléktron, o que justificaria a capacidade de encolhimento ao tamanho subatômico. Ao mesmo tempo, Palmer descobre que Jean sabia da existência da nota enviada a Jack Drake (que estava mantida em segredo) e deduz que ela é a assassina. Jean havia encontrado o antigo uniforme encolhedor do herói. Ela o usa enquanto falava ao telefone com Sue, viajando através dos cabos telefônicos até penetrar no cérebro da moça. A presença microscópica de Jean acaba por causar um AVC fatal em Sue. Ao retornar ao tamanho normal, Jean percebe o que fizera, e para acobertar as pistas usa uma arma de raios para queimar parte do cadáver. Ao ser desmascarada, Loring admite que não era sua intenção matar Sue, e tampouco, que Jack Drake fosse assassinado, argumentando que enviara a nota e a arma para que ele pudesse se proteger. Loring revela que montou todo esse plano (incluindo, fingir um atentado contra sua própria vida) para assim trazer Ray de volta à sua vida. Jean pareceu não sentir remorsos, alegando que com a morte de Sue, percebeu que os heróis buscavam suas famílias. E assim ameaçou outros parentes deles, como Lois Lane, e continuou com os crimes, provocando os demais assassinatos. Palmer se dá conta que ela está louca, e decide interná-la no Asilo Arkham para manter-se sob forte medicação. Ray Palmer, envergonhado resolve sumir por uns tempos. Na cena final com a Liga da Justiça, Wally West fica estranho na presença do Batman, que logo desconfia do seu comportamento. No final de tudo, resta a dúvida se Batman lembra ou não do acontecido no satélite com o Dr. Luz e com ele próprio.

### Consequências
Ramificações da história ocorreram na revista do Flash, após a Galeria de Vilões se reunir para o enterro do Capitão Bumerangue  numa história única de "Contagem Regressiva para Crise Infinita", bem como na trama de Projeto OMAC e na revista da LJA, quando é mostrado que Batman se lembra ao questionar suas memórias durante a história "Torre de Babel". As suspeitas de Batman o motivam a criar o satélite Irmão Olho para monitorar os meta-humanos, o que se revelaria como um importante fator no subsequente crossover "Crise Infinita".